# Gregory Harbaugh
Gregory Jordan Harbaugh (Cleveland, 15 de abril de 1956) é um ex-astronauta norte-americano, veterando de quatro missões do ônibus espacial.
Foramdo em engenharia aeroespacial pela Universidade Purdue em 1978, a partir deste ano começou a trabalhar no Centro Espacial Lyndon B. Johnson, da NASA, em Houston, Texas, em funções técnicas de engenharia do projeto de operações de voo dos ônibus espaciais. Nesta função ele apoiou várias operações do Controle de Missão na maioria dos voos entre a STS-1 Columbia, a primeira viagem do ônibus espacial em 1981, até a STS-51-L, o último trágico voo da Challenger, em janeiro de 1986.
Tornou-se astronauta em 1988, após um ano de treinamento e fez seu primeiro voo ao espaço em abril de 1991 na STS-39 Discovery, uma missão do Departamento de Defesa dos Estados Unidos. Seu segundo voo, como especialista de missão, foi lançado em 13 de janeiro de 1993 na STS-54 Endeavour, no qual passou seis dias em órbita. Foi pela terceira vez ao espaço em 27 de junho de 1995 a bordo da STS-71 Atlantis, primeira missão do programa Shuttle-Mir, primeiro ônibus espacial norte-americano a acoplar-se em órbita com a estação espacial russa Mir. Seu último voo foi em 11 de fevereiro de 1997, na STS-82 Discovery, a segunda missão de manutenção do Telescópio Espacial Hubble, onde ele fez duas caminhadas espaciais.
Ao fim de sua carreira como astronauta, Harbaugh acumulou 34 dias no espaço com 18 horas de caminhadas espaciais no total.